# Alexander Barykin
Aleksandr Aleksandrovich Barykin (18 de fevereiro de 1952 - 26 de março de 2011) foi um cantor, compositor, letrista e dublador soviético de nacionalidade russa. Ele ficou muito famoso e popular nas décadas de 1970 e 1980 com os grupos "Vesyolye Rebyata", "Samotsvety" e "Carnaval".